# Artères pudendales

Schéma des artères sortant des artères iliaque et fémorale.

Les artères pudendales alimentent plusieurs muscles et organes de la cavité pelvienne. Elles sont au nombre de trois : l'artère pudendale interne, l'artère pudendale externe superficielle et l'artère pudendale externe profonde.
L'artère pudendale interne est issue de l'artère iliaque interne, la principale artère du pelvis, et apporte le sang au système reproducteur.
Cette artère conduit le sang à l'artère périnéale et l'artère rectale inférieure.
L'artère pudendale externe superficielle provient du côté médial de l'artère fémorale. Elle alimente en sang le scrotum de l'homme et la grande lèvre vulvaire de la femme.